# Élections législatives béninoises de 2023
Les élections législatives béninoises de 2023 se déroulent le 8 janvier 2023, afin d'élire pour trois ans les 109 sièges de l'Assemblée nationale du Bénin.
Le scrutin est organisé quatre ans après les précédentes élections. Ces dernières voient l'exclusion de l'ensemble des partis politiques hormis l'Union progressiste (UPR) et le Bloc républicain (BR), tous deux acquis au président Patrice Talon, une situation qui conduit à une violente crise politique.
En 2023, sept partis parviennent à concourir, dont quatre soutenant le président Talon, et trois autres issus de l'opposition. Le scrutin voit la victoire des soutiens du chef de l’État, l'UPR et le BR conservant ensemble la majorité absolue des sièges. Seul un parti d'opposition, Les Démocrates (LD), parvient à franchir le seuil électoral de 10 % des suffrages exprimés et à entrer à l'assemblée.

## Contexte

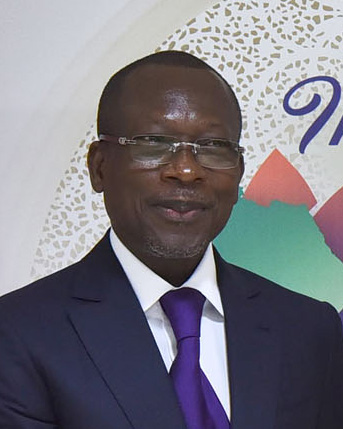
Patrice Talon

Largement élu en 2016 à la présidence d'un Bénin alors réputé comme un exemple de démocratie sur le continent africain, l'indépendant Patrice Talon relègue dans l'opposition le parti Force Cauris pour un Bénin émergent (FCBE) du président sortant Thomas Boni Yayi et de son dauphin Lionel Zinsou. Les élections législatives d'avril 2019 organisées sous le mandat du président Talon conduisent cependant à une crise politique majeure. Seuls deux partis soutenant le président, l'Union progressiste et le Bloc républicain, sont en effet autorisés à concourir, l'ensemble de l'opposition ayant échoué à faire valider ses listes à la suite de la mise en place d'un code électoral plus restrictif par le gouvernement.   
L'opposition, la société civile et des ONG comme Amnesty International dénoncent ce qu'elles considèrent être une dérive autoritaire du pouvoir, qui met à mal la réputation démocratique du pays sur le continent,,. Sont particulièrement critiquées la coupure d'accès à Internet et aux réseaux sociaux pendant le scrutin, et l'arrestation d'opposants et de journalistes survenues au cours des mois précédant le vote,,.
Comme attendu, le scrutin est marqué par une abstention massive de près de 73 % des inscrits, tant l'opposition qu'une partie des partisans du gouvernement ayant refusé de se rendre aux urnes. Le scrutin voit sans surprise l'Union progressiste remporter la majorité absolue avec 47 sièges contre 36 pour le Bloc républicain. 
Plusieurs manifestations post-électorales sont marquées par des violences entre forces de l'ordre et manifestants, ainsi que d'importants dégâts matériels et aux moins deux morts. La police et l'armée interviennent pour disperser des barricades érigées dans plusieurs rues de la capitale Cotonou, notamment via des tirs à balles réelles, causant un mort,.
Un dialogue politique s'engage pendant six mois et aboutit à un accord sur les règles de participation aux élections, inscrites dans une révision de la constitution. Les partis ne peuvent plus désormais participer au sein d'alliances, et doivent présenter des candidats dans chaque circonscription afin de concentrer les suffrages sur des formations de réelle envergure nationale. Lors des élections municipales de mai 2020, qui impliquent 546 arrondissements, cinq partis parviennent ainsi à voir leur participation validée en amont par la Cena, contre 34 listes de partis ou d'alliance de partis aux municipales précédentes en 2015. L'accord concerne directement les élections législatives de 2022, qui voient le nombre de députés passer de 83 à 109, élu pour un mandat exceptionnellement raccourci de quatre à trois ans, afin de déboucher sur la tenue en janvier 2026 de nouvelles élections législatives et municipales combinées à une élection présidentielle en avril. Cette dernière verra également élu en même temps que le président un vice-président, tous deux élus pour cinq ans,.

## Mode de scrutin

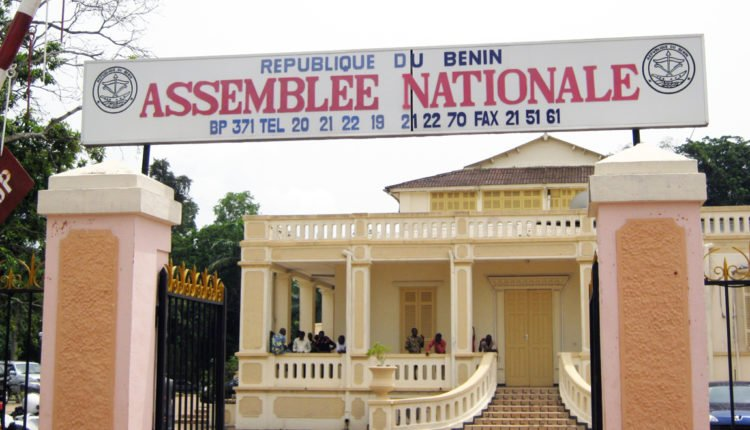
Bâtiment de l'Assemblée nationale en 2019.

L'Assemblée nationale est l'unique chambre du parlement monocaméral du Bénin. Elle est composée de 109 sièges pourvus en 2023 pour trois ans au scrutin proportionnel de liste dans vingt-quatre circonscriptions correspondant aux limites des départements. Le scrutin se tient avec des listes fermées et les résultats en voix conduisent à une répartition des sièges entre tous les partis ayant franchi le seuil électoral de 10 % des suffrages exprimés, selon le système du quotient simple, puis de la méthode du plus fort reste.
À la suite de la révision constitutionnelle de 2019, le mandat des députés est exceptionnellement de trois ans, à titre transitoire, la durée normale du mandat étant quant à elle allongée de quatre à cinq ans. La révision introduit également un total de 24 sièges réservés aux femmes, soit un par circonscription, ainsi qu'une limite à trois mandats à partir des élections de 2023, sans effet rétroactif, pour l'ensemble des députés,.

## Campagne

### Partis en lice
Outre les deux partis présidentiels sortants et deux autres nouveaux, quatre partis d'opposition déposent leurs listes auprès de la commission électorale avant la date limite fixée au 3 novembre 2022,.
Dès la mi-novembre, cependant, le parti d'opposition Les Démocrates fait part de son inquiétude quant à la validation de son dossier, quatre candidats de sa liste se voyant poursuivis par l'administration fiscale béninoise pour des montants de plusieurs centaines de millions de francs CFA, quatre jours après le dépôt de la liste. Ces accusations, que les candidats contestent, font courir le risque d'une annulation de leurs dossiers. La loi électorale ne permettant pas le remplacement des candidats des listes après dépôt des dossiers, la liste LD est ainsi menacée d'invalidation dans son intégralité, malgré présentation par le parti d'une liste remaniée. Le gouvernement de Patrice Talon est alors accusé de chercher à empêcher un véritable scrutin inclusif. Après invalidation de sa liste par la Commission électorale nationale autonome (CENA) le 16 novembre 2022, le parti finit par saisir la Cour constitutionnelle, qui lui donne raison le lendemain. Celle-ci juge en effet que la date limite de dépôt de candidature ne s'applique pas à une liste lorsque les dossiers de ses candidats sont remis en cause après cette même date, déclarant ainsi que « prescription ne court pas contre celui qui n'a pu agir ». La cour ordonne par conséquent la validation de la liste remaniée, permettant aux démocrates de participer au scrutin,.
Sur les huit listes ayant déposé leur candidature, seules sept sont ainsi autorisées à concourir, dont quatre de la majorité présidentielle — l'Union progressiste renommée Union progressiste pour le renouveau, le Bloc républicain, l'Union démocratique pour un Bénin nouveau et le Mouvement des élites engagées pour l’émancipation du Bénin — et trois de l'opposition — Forces Cauris pour un Bénin émergent, Les Démocrates et le Mouvement populaire de libération —,,.

### Déroulement
La période de campagne officielle s'étale du 23 décembre 2022 au 6 janvier 2023. Un total de 6 600 572 électeurs sont appelés aux urnes. Le caractère inclusif du scrutin contrairement à 2019 permet une campagne électorale intense de la part des partis, qui multiplient les meetings, ainsi que dans la société civile. Plus de 200 organisations regroupées au sein d'une plateforme déploient ainsi plus de 700 observateurs tout en participant à sensibiliser et mobiliser les électeurs en amont du scrutin.

## Résultats
|                          |                                                                          |           |       |       |        |               |  |  |  |
| Parti                    | Parti                                                                    | Voix      | %     | +/-   | Sièges | +/-           |  |  |  |
|                          | Union progressiste pour le renouveau (UPR)                               | 930 714   | 37,56 | 18,66 | 53     | 6             |  |  |  |
|                          | Bloc républicain (BR)                                                    | 724 240   | 29,23 | 14,55 | 28     | 8             |  |  |  |
|                          | Les Démocrates (LD)                                                      | 598 560   | 24,16 | Nv    | 28     | 28            |  |  |  |
|                          | Forces Cauris pour un Bénin émergent (FCBE)                              | 109 598   | 4,42  | N/a   | 0      | en stagnation |  |  |  |
|                          | Mouvement des élites engagées pour l’émancipation du Bénin (MOELE-BÉNIN) | 56 728    | 2,29  | Nv    | 0      | en stagnation |  |  |  |
|                          | Mouvement populaire de libération (MPL)                                  | 31 638    | 1,28  | Nv    | 0      | en stagnation |  |  |  |
|                          | Union démocratique pour un Bénin nouveau (UDBN)                          | 26 430    | 1,07  | N/a   | 0      | en stagnation |  |  |  |
|                          |                                                                          |           |       |       |        |               |  |  |  |
| Votes valides            | Votes valides                                                            | 2 477 908 | 96,85 |       |        |               |  |  |  |
| Votes blancs et nuls     | Votes blancs et nuls                                                     | 80 538    | 3,15  |       |        |               |  |  |  |
| Total                    | Total                                                                    | 2 558 446 | 100   | –     | 109    | 26            |  |  |  |
| Abstentions              | Abstentions                                                              | 4 211 371 | 62,21 |       |        |               |  |  |  |
| Inscrits / participation | Inscrits / participation                                                 | 6 769 817 | 37,79 |       |        |               |  |  |  |

## Analyse
Les élections sont une victoire pour les partis présidentiels, l'Union progressiste pour le renouveau  (UPR) et le Bloc républicain (BR) remportant ensemble 81 sièges sur 109. Patrice Talon est ainsi assuré de conserver le contrôle du gouvernement jusqu'à la fin de son deuxième mandat en 2026. Seul autre parti — et seul parti d'opposition — à franchir le seuil électoral, Les Démocrates (LD) de l'ancien président Thomas Boni Yayi remporte les sièges restants,,
Malgré l'échec de l'opposition, son entrée au parlement est déterminante en vue de l'élection présidentielle de 2026. Un candidat à la présidence doit en effet recueillir les parrainages d'au moins 10 % du total des 109 députés et 77 maires du pays, soit 19 parrainages, pour valider sa candidature.